# Jelle van Vucht
Jelle van Vucht (Roermond, 14 oktober 1996), beter bekend onder zijn pseudoniem Jelly, is een Nederlands youtuber.
Van Vucht maakt video's die te zien zijn op de YouTube-kanalen 'JellyYT' en 'CreativeBay'. Hij speelt daarin computerspellen, levert commentaar en maakt video's over zijn leven met onder anderen Jordi van den Bussche, een voormalig huisgenoot. Hij publiceert meerdere video's per dag.
In 2019 had hij meer dan 10 miljoen abonnees en waren zijn video's ruim twee miljard keer bekeken. Hij is ook actief onder de naam "Jelly" op Instagram, met in 2017 meer dan 1.050.000 volgers, en op Twitter met in 2017 meer dan 250.000 volgers. In 2016 zou hij meer dan een miljoen euro hebben verdiend met zijn video's op Youtube en gerelateerde activiteiten. Jelly werkt binnen Revelmode samen met andere youtubers, onder wie Jordi van den Bussche, alias Kwebbelkop en Felix Kjellberg, alias PewDiePie.